# Plis Watteau

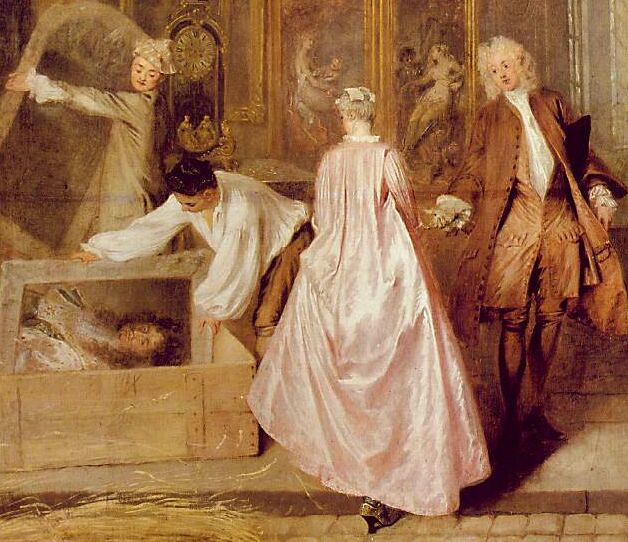
Plis Watteau, détail de L'Enseigne de Gersaint d'Antoine Watteau (1720).

Les plis Watteau représentent l'ensemble des plis du dos qui caractérisent la robe à la française au XVIIIe siècle.
Ce nom a été donné par les historiens modernes à cette partie du vêtement en l'honneur de l'artiste Antoine Watteau, qui a peint des robes à la française dans de nombreux tableaux. Son œuvre L'Enseigne de Gersaint présente notamment un exemple de plis Watteau. Les contemporains se contentent cependant de les nommer plis.
Avec l'influence de la mode anglaise, la robe à la française se modifie. Les plis Watteau, flottant à l'arrière de la robe en une sorte de manteau vont dès lors disparaître. Lorsque la française va simplifier son habillement et s'afficher dans une robe à l'anglaise,  les plis du dos disparaissent définitivement.